# Hulitherium
Hulitherium ist eine Beuteltiergattung des späten Pleistozäns.

## Merkmale
Hulitherium, das „Biest des Huli-Volkes“, war eines der größten Tiere Neuguineas mit einem Lebendgewicht von 75 bis 200 kg. Ein beinah vollständiger Schädel, typisch zygomaturin, ist u. a. von Hulitherium bekannt. Seine Gliedmaßen waren beweglicher als bei anderen Diprotodontiden. Seine Lebensweise war herbivor. In den Bergregenwäldern Neuguineas ernährte Hulitherium sich wahrscheinlich von Bambus. Somit war seine Lebensweise konvergent zu der des rezenten Großen Pandas. Da sich der Lebensraum des Hulitheriums nicht verändert hat, waren wahrscheinlich Menschen schuld an seinem Aussterben.

## Arten
Es ist nur eine einzige Art bekannt. Hulitherium tomasettii FLANNERY, PLANE, 1986 lebte im späten Pleistozän und gehört der Pureni-Lokalfauna Neuguineas an. Der nächste Verwandte von Hulitherium war wahrscheinlich der neuguineische Zygomaturine Maokopia.